# Beltrame (commedia dell'arte)
Pour les articles homonymes, voir Beltrame.

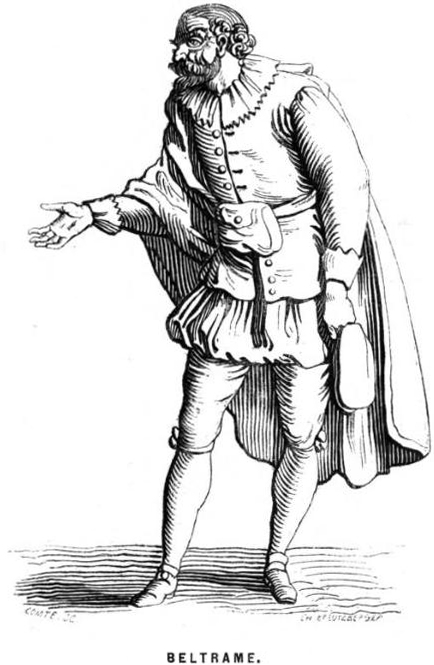
Beltrame

Beltrame (en milanais Baltramm) est un personnage type de la commedia dell'arte, originaire du théâtre milanais du XVIIe siècle.

## Origine et description
Souvent connu sous le surnom de « Beltrame de Gaggian » (da Gaggiano), bourg du Milanais dont le personnage est originaire, ou encore de la « Gippa », nom milanais de la grande casaque qu'il porte, il représente le personnage du paysan fanfaron, seulement capable de commettre des bêtises, conséquence de sa vanité.
Beltrame représentait le mari sous toutes ses formes et était caractérisé comme un « comparse fourbe et malin ». 
Selon la tradition, le personnage doit sa notoriété à l'acteur Niccolò Barbieri, qui faisait partie de la Compagnia degli Accesi au service du duc de Mantoue.
Longtemps masque milanais par « antonomase », il laissa sa place à Meneghino, variante du personnage de Brighella (associé à la ville de Bergame et parfois aussi à Milan), ou même frère de Brighella.
Beltrame a inspiré le personnage du gaffeur Mascarille dans la comédie de Molière L'Étourdi ou les Contretemps (1653).

## Sources
- (en) Cet article est partiellement ou en totalité issu de l’article de Wikipédia en anglais intitulé « Beltrame » (voir la liste des auteurs).
- Maurice Sand, Masques et bouffons (comédie italienne), Paris, Michel Lévy frères, 1860